# Острівок (Камінь-Каширський район)
Остріво́к — село в Україні, у Камінь-Каширській громаді Камінь-Каширського району Волинської області. Населення становить 373 особи.

## Географія
Село розташоване на правому березі річки Турії. Поруч з селом розташований гідрологічний заказник місцевого значення Турський.

## Історія
У 1906 році село Хотешівської волості Ковельського повіту Волинської губернії. Відстань від повітового міста 61 верст, від волості 5. Дворів 23, мешканців 178.

## Населення
Згідно з переписом УРСР 1989 року чисельність наявного населення села становила 389 осіб, з яких 184 чоловіки та 205 жінок.
За переписом населення України 2001 року в селі мешкали 372 особи.

### Мова
Розподіл населення за рідною мовою за даними перепису 2001 року:
| Мова       | Відсоток |
| ---------- | -------- |
| українська | 99,20 %  |
| російська  | 0,80 %   |